# National Women’s Soccer League 2013
Die National Women’s Soccer League 2013 war die erste Saison der US-amerikanischen Frauenfußballliga National Women’s Soccer League. Die reguläre Saison begann am 13. April mit der Partie FC Kansas City gegen Portland Thorns FC und endete am 18. August 2013. Daran schloss sich ein Play-off mit den vier besten Teams der Saison an, welche in zwei Halbfinals sowie einem Finale die NWSL-Meisterschaft ausspielten. Erstplatzierter der regulären Saison wurde das Franchise der Western New York Flash, das Endspiel um die Meisterschaft konnte der Portland Thorns FC für sich entscheiden.

## Franchises und Spielstätten
| Franchise              | Ort                             | Stadion                                  | Kapazität |
| ---------------------- | ------------------------------- | ---------------------------------------- | --------- |
| Boston Breakers        | Somerville, Massachusetts       | Dilboy Stadium                           | 3.000     |
| Chicago Red Stars      | Lisle, Illinois                 | Sports Complex at Benedictine University | 3.000     |
| FC Kansas City         | Kansas City, Kansas             | Shawnee Mission District Stadium         | 6.150     |
| Portland Thorns FC     | Portland, Oregon                | Jeld-Wen Field                           | 20.438    |
| Seattle Reign FC       | Seattle, Washington             | Starfire Sports                          | 4.500     |
| Sky Blue FC            | Piscataway Township, New Jersey | Yurcak Field                             | 5.000     |
| Washington Spirit      | Washington, D.C.                | Maryland SoccerPlex                      | 5.126     |
| Western New York Flash | Elma, New York                  | Sahlen’s Stadium                         | 13.768    |

| Breakers |

| Red Stars |

| Kansas City |

| Thorns |

| Reign |

| Sky Blue |

| Spirit |

| Flash |

| Breakers |

| Red Stars |

| Kansas City |

| Thorns |

| Reign |

| Sky Blue |

| Spirit |

| Flash |

Vor Beginn der Saison wurden den 8 teilnehmenden Franchises insgesamt 55 Nationalspielerinnen der Vereinigten Staaten, Kanadas und Mexikos zugewiesen:
→ National Women’s Soccer League 2013/Player Allocation
Daran schlossen sich zwei sogenannte Draft-Runden an, in denen die Franchises weitere Spielerinnen unter Vertrag nehmen konnten:
→ National Women’s Soccer League 2013/College-Draft
→ National Women’s Soccer League 2013/Supplemental-Draft
Zudem bestand nach dem College-Draft die Möglichkeit, bisher vereinslose Spielerinnen (sogenannte Free Agents) zu verpflichten.

## Modus
In der regulären Saison, die vom 13. April bis zum 18. August dauerte, absolvierte jedes Team insgesamt 22 Spiele, davon 11 zu Hause und 11 auswärts. Jedes Team spielte hierbei:
- je vier Spiele (zwei Heim- und zwei Auswärtsspiele) gegen drei andere Teams, basierend auf einer geografischen Aufteilung der Teams in Ost und West,
- je zwei Spiele (ein Heim- und ein Auswärtsspiel) gegen zwei weitere Teams und
- je drei Spiele (zwei Heim- und ein Auswärtsspiel sowie ein Heim- und zwei Auswärtsspiele) gegen die jeweils verbleibenden beiden Teams.

Die vier am Ende der Saison bestplatzierten Teams qualifizierten sich für die Play-offs. Die Halbfinalspiele, in denen der Erst- auf den Viertplatzierten und der Zweit- auf den Drittplatzierten trafen, fanden am 24. August statt. Die beiden Sieger trafen im Finale aufeinander, welches am 31. August ausgetragen wurde.

## Statistiken

### Tabelle
| Pl. | Verein                 | Sp. | S  | U | N  | Tore    | Diff. | Punkte |
| --- | ---------------------- | --- | -- | - | -- | ------- | ----- | ------ |
| 1.  | Western New York Flash | 22  | 10 | 8 | 4  | 036:200 | +16   | 38     |
| 2.  | FC Kansas City         | 22  | 11 | 5 | 6  | 034:220 | +12   | 38     |
| 3.  | Portland Thorns FC     | 22  | 11 | 5 | 6  | 032:250 | +7    | 38     |
| 4.  | Sky Blue FC            | 22  | 10 | 6 | 6  | 031:260 | +5    | 36     |
| 5.  | Boston Breakers        | 22  | 8  | 6 | 8  | 035:340 | +1    | 30     |
| 6.  | Chicago Red Stars      | 22  | 8  | 6 | 8  | 032:360 | −4    | 30     |
| 7.  | Seattle Reign FC       | 22  | 5  | 3 | 14 | 022:360 | −14   | 18     |
| 8.  | Washington Spirit      | 22  | 3  | 5 | 14 | 016:390 | −23   | 14     |

### Ergebnisse
Die Spiele sind in Ermangelung echter Spieltage für jede Mannschaft in chronologischer Reihenfolge angegeben, die Ergebnisse zeilenweise jeweils aus Sicht der entsprechenden Mannschaft.
| Mannschaft                   | Spiel | Spiel | Spiel | Spiel | Spiel | Spiel | Spiel | Spiel | Spiel | Spiel | Spiel | Spiel | Spiel | Spiel | Spiel | Spiel | Spiel | Spiel | Spiel | Spiel | Spiel | Spiel |
| Mannschaft                   | 1     | 2     | 3     | 4     | 5     | 6     | 7     | 8     | 9     | 10    | 11    | 12    | 13    | 14    | 15    | 16    | 17    | 18    | 19    | 20    | 21    | 22    |
| ---------------------------- | ----- | ----- | ----- | ----- | ----- | ----- | ----- | ----- | ----- | ----- | ----- | ----- | ----- | ----- | ----- | ----- | ----- | ----- | ----- | ----- | ----- | ----- |
| Boston Breakers (BOS)        | WAS   | WNY   | CHI   | WAS   | KC    | WAS   | NJ    | WNY   | CHI   | NJ    | SEA   | NJ    | SEA   | POR   | NJ    | POR   | KC    | WAS   | WNY   | POR   | KC    | WNY   |
| Boston Breakers (BOS)        | 1:1   | 2:1   | 4:1   | 1:1   | 0:2   | 3:0   | 1:5   | 2:2   | 0:1   | 2:3   | 1:2   | 3:2   | 1:1   | 2:0   | 0:0   | 1:2   | 0:3 1 | 5:2   | 2:2   | 2:1   | 1:0   | 1:2   |
| Chicago Red Stars (CHI)      | SEA   | POR   | BOS   | NJ    | POR   | WNY   | POR   | BOS   | KC    | KC    | WNY   | SEA   | WNY   | WAS   | KC    | WAS   | SEA   | POR   | SEA   | WAS   | NJ    | KC    |
| Chicago Red Stars (CHI)      | 1:1   | 0:2   | 1:4   | 1:1   | 0:2   | 1:2   | 2:0   | 1:0   | 0:2   | 3:1   | 2:2   | 1:3   | 1:0   | 2:0   | 3:3   | 1:0   | 1:4   | 3:3   | 3:1   | 0:1   | 3:3   | 2:1   |
| FC Kansas City (KC)          | POR   | SEA   | SEA   | WNY   | BOS   | NJ    | POR   | SEA   | CHI   | CHI   | WAS   | NJ    | POR   | WAS   | WNY   | CHI   | SEA   | BOS   | NJ    | POR   | BOS   | CHI   |
| FC Kansas City (KC)          | 1:1   | 2:0   | 1:0   | 1:2   | 2:0   | 0:1   | 3:4   | 1:0   | 2:0   | 1:3   | 2:0   | 2:2   | 2:0   | 1:1   | 0:0   | 3:3   | 2:0   | 3:0 1 | 1:0   | 3:2   | 0:1   | 1:2   |
| Portland Thorns FC (POR)     | KC    | SEA   | CHI   | WAS   | CHI   | NJ    | WAS   | SEA   | CHI   | KC    | SEA   | NJ    | KC    | BOS   | WNY   | BOS   | CHI   | NJ    | KC    | BOS   | WNY   | SEA   |
| Portland Thorns FC (POR)     | 1:1   | 2:1   | 2:0   | 2:1   | 2:0   | 0:1   | 2:0   | 1:0   | 0:2   | 4:3   | 2:0   | 0:0   | 0:2   | 0:2   | 1:1   | 2:1   | 3:3   | 3:1   | 2:3   | 1:2   | 0:0   | 2:1   |
| Seattle Reign FC (SEA)       | CHI   | POR   | KC    | KC    | NJ    | WAS   | NJ    | POR   | KC    | POR   | WNY   | BOS   | CHI   | BOS   | WNY   | WAS   | KC    | CHI   | CHI   | WNY   | WAS   | POR   |
| Seattle Reign FC (SEA)       | 1:1   | 1:2   | 0:2   | 0:1   | 0:2   | 2:4   | 0:3   | 0:1   | 0:1   | 0:2   | 1:1   | 2:1   | 3:1   | 1:1   | 3:2   | 2:1   | 0:2   | 4:1   | 1:3   | 0:1   | 0:1   | 1:2   |
| Sky Blue FC (NJ)             | WNY   | WAS   | WNY   | CHI   | SEA   | POR   | SEA   | KC    | BOS   | WNY   | BOS   | POR   | KC    | BOS   | WAS   | BOS   | WNY   | KC    | POR   | WAS   | CHI   | WAS   |
| Sky Blue FC (NJ)             | 1:0   | 2:1   | 1:2   | 1:1   | 2:0   | 1:0   | 3:0   | 1:0   | 5:1   | 0:3   | 3:2   | 0:0   | 2:2   | 2:3   | 1:0   | 0:0   | 0:3   | 0:1   | 1:3   | 1:0   | 3:3   | 1:1   |
| Washington Spirit (WAS)      | BOS   | WNY   | NJ    | POR   | BOS   | SEA   | POR   | BOS   | WNY   | KC    | WNY   | KC    | NJ    | CHI   | SEA   | CHI   | BOS   | WNY   | NJ    | CHI   | SEA   | NJ    |
| Washington Spirit (WAS)      | 1:1   | 1:1   | 1:2   | 1:2   | 1:1   | 4:2   | 0:2   | 0:3   | 0:2   | 0:2   | 0:4   | 1:1   | 0:1   | 0:2   | 1:2   | 0:1   | 2:5   | 0:3   | 0:1   | 1:0   | 1:0   | 1:1   |
| Western New York Flash (WNY) | NJ    | WAS   | BOS   | NJ    | KC    | CHI   | BOS   | NJ    | WAS   | CHI   | SEA   | WAS   | CHI   | KC    | SEA   | POR   | NJ    | WAS   | BOS   | SEA   | POR   | BOS   |
| Western New York Flash (WNY) | 0:1   | 1:1   | 1:2   | 2:1   | 2:1   | 2:1   | 2:2   | 3:0   | 2:0   | 2:2   | 1:1   | 4:0   | 0:1   | 0:0   | 2:3   | 1:1   | 3:0   | 3:0   | 2:2   | 1:0   | 0:0   | 2:1   |

| Legende   | Legende       |
| --------- | ------------- |
| Heimspiel | Auswärtsspiel |

### Torschützinnenliste
| Platz | Spielerin          | Verein                 | Anzahl |
| ----- | ------------------ | ---------------------- | ------ |
| 1     | Lauren Holiday     | FC Kansas City         | 12     |
| 2     | Sydney Leroux      | Boston Breakers        | 11     |
|       | Abby Wambach       | Western New York Flash | 11     |
| 4     | Alex Morgan        | Portland Thorns FC     | 9      |
| 5     | Carli Lloyd        | Western New York Flash | 8      |
|       | Diana Matheson     | Washington Spirit      | 8      |
|       | Mónica Ocampo      | Sky Blue FC            | 8      |
|       | Christine Sinclair | Portland Thorns FC     | 8      |
| 9     | Sophie Schmidt     | Sky Blue FC            | 7      |
| 10    | Sam Kerr           | Western New York Flash | 6      |
|       | Erika Tymrak       | FC Kansas City         | 6      |

## NWSL Championship Play-offs
Die vier bestplatzierten Mannschaften der regulären Saison qualifizierten sich für die Play-offs.

### Halbfinale
Die Halbfinalspiele fanden am 24. August 2013 statt.
|                        | Ergebnis  |                    |
| ---------------------- | --------- | ------------------ |
| FC Kansas City         | 2:3 n. V. | Portland Thorns FC |
| Western New York Flash | 2:1       | Sky Blue FC        |

### Finale
Das Finale wurde am 31. August 2013 im Sahlen’s Stadium in Rochester, New York ausgetragen.
| Western New York Flash                 | Western New York Flash | Portland Thorns FC | Portland Thorns FC |
| -------------------------------------- | --- | --- | ------------------ |
| Western New York Flash                 | \| Finale \| \| 31. August 2013 in Rochester, New York \| \| Ergebnis: 0:2 (0:1) \| \| Zuschauer: 9.129 \| \| Schiedsrichterin: Kari Seitz \| \| Spielbericht \|                                                                           | \| Finale \| \| 31. August 2013 in Rochester, New York \| \| Ergebnis: 0:2 (0:1) \| \| Zuschauer: 9.129 \| \| Schiedsrichterin: Kari Seitz \| \| Spielbericht \|                                                                               | Portland Thorns FC |
| Western New York Flash                 | Adrianna Franch – Amy Barczuk (55. McCall Zerboni), Estelle Johnson, Katherine Reynolds, Brittany Taylor – Sarah Huffman (72. Vicki DiMartino), Carli Lloyd, Adriana Martín, Angela Salem – Sam Kerr (84. Jodi-Ann Robinson), Abby Wambach | Karina LeBlanc – Rachel Buehler, Marian Dougherty, Nikki Marshall, Kathryn Williamson – Tobin Heath (63. Tina Ellertson), Angie Kerr (80. Courtney Wetzel), Allie Long, Meleana Shim – Danielle Foxhoven (71. Alex Morgan), Christine Sinclair | Portland Thorns FC |
| Western New York Flash                 | 0:1 Heath (40.) 0:2 Sinclair (90.+2’) | | Portland Thorns FC |
| Western New York Flash                 | Johnson (33.), Martín (74.) | Long (89.), Ellertson (90.) | Portland Thorns FC |
| Western New York Flash                 | Williamson (49./57.) | | Portland Thorns FC |
| Western New York Flash                 | Spieler des Spiels: Heath (Portland Thorns FC) | | Portland Thorns FC |
| Finale                                 | | |                    |
| 31. August 2013 in Rochester, New York | | |                    |
| Ergebnis: 0:2 (0:1)                    | | |                    |
| Zuschauer: 9.129                       | | |                    |
| Schiedsrichterin: Kari Seitz           | | |                    |
| Spielbericht                           | | |                    |

## Die Meistermannschaft
Trainerin Cindy Parlow Cone setzte im Saisonverlauf 23 Spielerinnen ein, von denen neun mindestens ein Tor erzielten. Erfolgreichste Torschützen Portlands waren die beiden Angreiferinnen Alex Morgan und Christine Sinclair. Erfolgreichster Joker war Danielle Foxhoven, die drei ihrer vier Saisontreffer nach Einwechslungen erzielte.
| Portland Torns FC | |
| Portland Torns FC | Tor: Addie Gay (0/0), Karina LeBlanc (21/0), Cris Lewis (1/0) Abwehr: Carlie Davis (0/0), Marian Dougherty (19/1), Tina Ellertson (3/0), Nikki Marshall (22/0), Emilee O’Neil (4/0), Casey Ramirez (4/0), Rachel Buehler (20/0), Courtney Wetzel (16/1), Kathryn Williamson (22/0) Mittelfeld: Amanda Dutra (0/0), Becky Edwards (10/0), Elizabeth Guess (4/0), Tobin Heath (7/0), Angie Kerr (15/0), Allie Long (22/2), Meleana Shim (19/5), Nikki Washington (11/1) Sturm: Danielle Foxhoven (21/4), Alex Morgan (18/9), Christine Sinclair (20/8), Tiffany Weimer (10/1), Trainerin: Cindy Parlow Cone |

Spielerinnen, die den Portland Torns FC vor Beginn der Play-offs verließen:
- Roxanne Barker (0/0, Tor, Wechsel zu Pali Blues)
- Jazmyne Avant (4/0, Abwehr, Boston Breakers)
- Nicolette Radovcic (0/0, Sturm, North Jersey Valkyries)
- Jessica Shufelt (4/0, Sturm, Mallbackens IF)
- Michele Weissenhofer (0/0, Sturm, unbekannt)

## Trainerwechsel
| Franchise | Franchise         | Trainer     | Grund      | Datum      | Tabellenplatz | Nachfolger                                |
| --------- | ----------------- | ----------- | ---------- | ---------- | ------------- | ----------------------------------------- |
|           | Washington Spirit | Mike Jorden | Entlassung | 01.07.2013 | 8.            | Mark Parsons                              |
|           | Boston Breakers   | Lisa Cole   | Entlassung | 02.08.2013 | 5.            | Cat Whitehill (Spielertrainerin, interim) |

## Ehrungen
Nach dem Ende der regulären Saison verlieh die NWSL Auszeichnungen für die erfolgreichste Torschützin, die wertvollste Spielerin, sowie die jeweils beste Nachwuchsspielerin, Torhüterin, Verteidigerin und den besten Trainer. Stimmberechtigt bei der Wahl waren Journalisten, Vereinsvertreter und Spielerinnen der NWSL. Sämtliche Einzelauszeichnungen gingen an Spielerinnen und den Trainer des FC Kansas City.

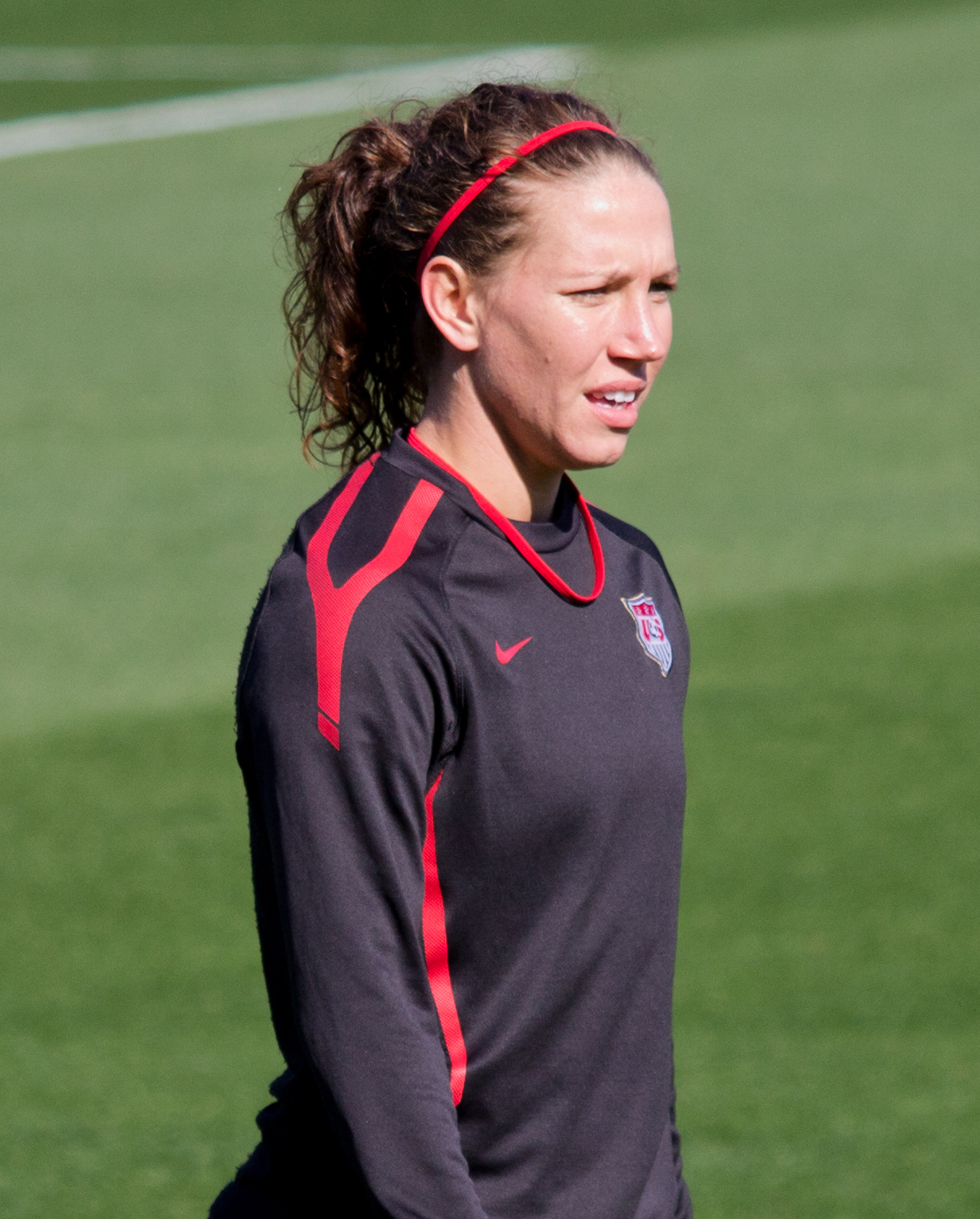
Lauren Holiday wurde sowohl als erfolgreichste Torschützin, als auch als wertvollste Spielerin der Saison ausgezeichnet.

|                             | Preisträgerin                            | Zweitplatziert                                 | Drittplatziert                           |
| --------------------------- | ---------------------------------------- | ---------------------------------------------- | ---------------------------------------- |
| Erfolgreichste Torschützin  | Lauren Holiday, 12 Tore (FC Kansas City) | Abby Wambach, 11 Tore (Western New York Flash) | Sydney Leroux, 11 Tore (Boston Breakers) |
| Rookie des Jahres           | Erika Tymrak (FC Kansas City)            | Adrianna Franch (Western New York Flash)       | Sydney Leroux (Boston Breakers)          |
| Torhüterin des Jahres       | Nicole Barnhart (FC Kansas City)         | Adrianna Franch 1 (Western New York Flash)     | Karina LeBlanc 1 (Portland Thorns FC)    |
| Verteidigerin des Jahres    | Becky Sauerbrunn (FC Kansas City)        | Christie Rampone (Sky Blue FC)                 | Leigh Ann Robinson (FC Kansas City)      |
| Trainer des Jahres          | Vlatko Andonovski (FC Kansas City)       | Jim Gabarra (Sky Blue FC)                      | Aaran Lines (Western New York Flash)     |
| Wertvollste Spielerin (MVP) | Lauren Holiday (FC Kansas City)          | Abby Wambach (Western New York Flash)          | Lori Chalupny (Chicago Red Stars)        |